# FC Rubin Kazán
El FC Rubin Kazán (en ruso: Футбольный клуб Рубин Казань, Futbolny klub Rubin Kazan) es un club de fútbol ruso de Kazán, fundado en 1958. El Rubin Kazán juega actualmente en la Liga Premier de Rusia.
El club originalmente fue fundado en 1936 y refundado en 1958. El Rubin jugó su primera temporada en la máxima categoría en 2003 y se ha mantenido allí desde entonces. Se proclamó campeón de la Liga Premier de Rusia, conseguidas ambas de manera consecutiva en 2008 y 2009. En su palmarés también figura una Copa de Rusia y dos Supercopas, títulos conseguidos todos bajo la dirección de Gurban Berdiýew. El club se ha convertido en un habitual en las competiciones europeas desde su primer campeonato de liga.
El club disputa sus partidos como local en el Kazán Arena, en el que juega desde noviembre de 2013, y su color tradicional es uniforme totalmente granate o rubí. La empresa tártara TAIF, que ha sido un habitual patrocinador del club, es la propietaria del Rubin desde 2017.

## Historia

### Orígenes (1936–1957)
La historia del club se remonta a 1936, cuando se formó un equipo de fútbol en la fábrica Gorbunov de Kazán y el nombre fue cambiando constantemente debido al carácter militar y secreto de su fundación. Desde 1936 hasta 1949 el equipo formó parte de la sociedad deportiva "Dinamo" de Kazán, denominación con la que participó en los campeonatos soviéticos de fútbol. El club comenzó en los escalafones más modestos del fútbol soviético y sus logros más notables fueron el segundo Campeonato de Otoño (Grupo B) y unos cuartos de final de Copa logrados en 1937. Sin embargo, en 1949 el equipo fue relegado a la última posición de la tercera división soviética y desapareció de las competiciones profesionales, aunque se mantuvo a nivel amateur, especialmente en la zona de Povolzhye o región del Volga, hasta 1957.

### Fundación del Rubin y "Era de Sentyabrev" (1958–1977)
En 1958 el equipo se inscribió en la Clase B del campeonato soviético, por lo que ese año es considerado como el de la fundación del Rubin actual, pese a que el nombre del club en ese momento era Iskra Kazán. El equipo debutó el 20 de abril de 1958 frente en la localidad —hoy ucraniana— de Jersón, ante el equipo local del Spartak por cuatro goles a dos y el primer gol del Iskra lo anotó Igor Ignatov. El club finalizó decimocuarto, en una división compuesta por equipos, principalmente, de la zona del Volga y de la República Soviética de Ucrania.
En la temporada 1959 se hizo cargo del equipo el técnico Nikolay Sentyabrev, que permanecería en el cargo hasta 1971. Con Sentyabrev el equipo alcanzó sus primeros éxitos, periodo que es conocido en la historia del club como la "Era de Sentyabrev". En 1960 se inauguró el estadio Tsentralnyi con la celebración de un partido en el que el Iskra venció, 2-1, al Metallurg de Kámensk-Uralsky. En 1964, los dirigentes del club decidieron elegir un nombre que fuera más atractivo y optaron por Rubin. Un año después, en la temporada 1965 y ya como Rubin Kazán, el equipo de Sentyabrev logró el histórico ascenso a la Primera Liga Soviética, el segundo nivel de ligas del fútbol soviético. El mejor resultado del equipo en todo el periodo soviético fue en 1970, cuando finalizó en octava posición. En ese momento el club contaba como principales jugadores con Nikolay Markov, Anatoly Fomin, Victor Surkov, Ilyas Galimov, Nikolay Osyanin, Victor Kolotov y Vyacheslav Bulavin. En 1971, Sentyabrev dejó de ser el entrenador del primer equipo del Rubín debido a su delicado estado de salud, aunque permaneció ligado al club y al cuerpo técnico. Ese mismo año, el Rubín finalizó en último lugar y descendió a la Segunda Liga Soviética.
Desde 1972 hasta 1975 el Rubin permaneció en la Segunda Liga Soviética. En la temporada 1973, el club alcanzó la semifinal de la Copa de la Unión Soviética —su mejor resultado en esta competición—, pero cayó eliminado por el Vulkan Petropavlovsk-Kamchatsky. La temporada siguiente el club logró ascender a la Primera Liga Soviética y para ello se hizo con los servicios del técnico Boris Batanov, procedente del Torpedo Moscú y que apenas contaba con experiencia en los banquillos. En su retorno a la segunda división soviética, el Rubín y Batanov no lograron los resultados esperados y antes de alcanzar la mitad del campeonato disputado, el técnico dimitió debido al decimoséptimo puesto que ocupaba el club tártaro. Su sustituto fue Yuri Markov, que logró llevar al Rubín al decimoprimer lugar. Sin embargo, el cuerpo técnico del Rubín decidió apostar en 1977 por jugadores de la cantera, especialmente en la línea defensiva, y no pudieron evitar el descenso.

### Últimos años de la URSS (1978–1991)
El periodo comprendido entre 1978 y 1991 fue el más pobre de la historia del club tártaro, que se vio sumido en una profunda crisis deportiva de la que no salió hasta el desplome de la Unión Soviética, en 1991. En 1978, la organización liguera incluyó al Rubin en la cuarta zona de la Segunda Liga Soviética, encuadrado con clubes georgianos, armenios y kazajos. El Rubín completó en 1979 su peor temporada como profesional, al finalizar decimonoveno y ganar tan sólo un partido de 23 disputados, pese a que salvó la categoría. En 1980 el Rubin fue incluido en la zona del Volga, donde pasaría los próximos diez años.
En 1981 llegó al equipo el delantero Vadim Popov, que rápido se hizo con un hueco en el once y anotó veinte goles en su primera temporada con el Rubín. En las próximas dos temporadas, Popov continuó finalizando como máximo goleador del club, con 24 y 16 goles más. El club no lograba ascender pese al buen momento de su delantero, por lo que finalmente fue fichado por otro club, el Irtysh Omsk, en 1984. Tras una temporada de grave sequía goleadora, el Rubin encontró en Vladimir Gavrilov el sustituto a Popov. En su primera temporada, Gavrilov anotó doce goles y en su segundo año en Kazán, 27 goles. En 1987 decidió marcharse al Fakel Vorónezh, pero regresó a la temporada siguiente y volvió a ser el máximo goleador del club con 15 goles, lo que le convirtió en el máximo goleador de la historia del Rubín, con 85 goles.
Los últimos años de la era soviética fueron caracterizados por la figura del técnico Ivan Zolotukhin, popularmente conocido como "el Abuelo" y con el que el Rubín llegó a 1991, año de la caída del régimen soviético. Con Zolotukhin logró buenos resultados, finalizando tercero en 1990. En la temporada de 1991, el Rubin logró formar una destacada delantera formada por el propio Gavrilov, el joven Oleg Nechaev y Sergei Surov, que llegó procedente del campeonato moscovita. El club logró el campeonato y el ascenso a la Primera Liga Soviética tras anotar 44 goles en su mejor año goleador.

### Colapso de la URSS (1992–1995) y recuperación del Rubin (1996–2002)
Tras el colapso de la Unión Soviética se separaron los campeonatos de toda la Unión. El Rubin fue incluido en la Primera División de Rusia, un escalón por debajo de la Liga Premier. La división consistía en tres grupos repartidos por zonas y Kazán fue incluida en la central. El 13 de febrero de 1992 falleció en Moscú Ivan Zolotukhin y el exentrenador del Irtysh Omsk, Alexander Ivchenko, se convirtió en técnico del Rubín. El primer partido del campeonato fue el 25 de abril y el club debutó con derrota en Kazán ante el Metallurg Magnitogorsk. El equipo nunca llegó a optar por los puestos de ascenso y fue el KAMAZ Naberezhnye Chelny el que consiguió el puesto para la Liga Premier.
En 1993, el club llevó la misma tendencia deportiva, pero agravada por problemas financieros, ya que su principal patrocinador, CAPO Gorbunov, dejó de financiar al equipo, que tuvo que vender a sus estrellas Oleg Nechaev y Rustem Huzin al Rotor Volgogrado y, finalmente, acabó descendiendo a Segunda división. 1994 y 1995 continuaron siendo años de pobres resultados deportivos marcados por las continuas dificultades económicas, que obligaron al club tártaro a vender a sus mejores futbolistas confiar en veteranos jugadores, así como jóvenes canteranos.
El punto de inflexión en la historia moderna del Rubin fue el año 1996. El alcalde de Kazán, Kamil Ishakov, se convirtió en dueño y garante del club. Fueron años de tranquilidad institucional, lo que benefició al equipo, que firmó un decente primer año acabando sexto y logró el ascenso a Primera división en 1997, gracias, en parte, al regreso de antiguos futbolistas como Sergei Kharlamov, Rustem Bulatov, Airat Ahmetgaliev y Rustem Huzin. El Rubín logró ascender con un total de 102 puntos, 36 victorias, seis empates y sólo dos derrotas. Especial mención mereció Andrey Knyazev, el máximo goleador de la liga con 25 goles. En su regreso a la Primera división, el Rubin logró un meritorio séptimo puesto. Sin embargo, en esa temporada destacó especialmente en la Copa de Rusia, donde avanzó seis rondas hasta llegar a los cuartos de final, donde fue eliminado por el Alania Vladikavkaz, protagonizando la sorpresa del campeonato.
En el año 2000, el Rubin se quedó a sólo dos puntos de lograr el ascenso a la Liga Premier, pero fue el Torpedo-ZIL el que consiguió el segundo puesto de la tabla y del ascenso tras una igualada temporada de ambos equipos. Además, el Rubin perdió quince jugadores con respecto al curso pasado, que fueron fichados por equipos superiores. Entre ellos Okroshidze, Bulatov y Lysenko al CSKA; Sennikov al Lokomotiv y Huzin al Amkar Perm. En 2001 el Rubin finalizó en una discreta octava posición, pero ese año fue bien recordado por los seguidores tártaros al ser la temporada el entrenador Kurban Bekievich Berdiyev, que sustituyó al destituido Viktor Antikhovich. En 2002, y bajo las órdenes de Berdiyev, el club se hizo con los fichajes de David Chaladze, Gennady Semin, Michail Sinev y Andrei Konovalov, que lograron el histórico campeonato del Rubin y su consiguiente ascenso. El georgiano David Chaladze se convirtió en el máximo goleador de la liga con veinte goles y entró en la historia del club tártaro al ser el primer jugador del Rubin en marcar cuatro goles en un partido.

### Debut en la Liga Premier y éxito nacional (2003–2009)

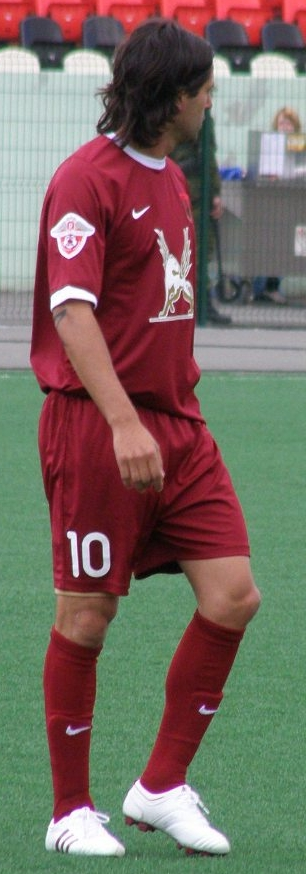
Alejandro Domínguez fue uno de los mejores jugadores del club en sus primeros años en la Liga Premier.

El Rubin Kazán realizó varios fichajes de futbolistas extranjeros como los brasileños Calisto y Rôni, el surafricano MacBeth Sibaya, el uruguayo Andrés Scotti y los checos Tomáš Čížek y Jiří Novotný. El técnico turcomano Kurban Berdyev tuvo que gestionar un vestuario con múltiples nacionalidades, algo inusual en el club, pero logró compenetrar al equipo con el resto de futbolistas rusos, de los que destacaban Andrei Konovalov, Román Sharónov o Denis Boyarintsev. El equipo comenzó titubeante, debutando con una severa derrota en Kazán ante el poderoso CSKA. El equipo finalizó la primera vuelta en mitad de la tabla, pero en la segunda vuelta encadenó diez partidos invicto y logró hacerse con el tercer puesto en su temporada debut en la elite del fútbol ruso.
En la temporada 2004, al Rubin llegó el argentino Alejandro "Chori" Domínguez, que se convertiría más tarde en uno de los jugadores más importantes del club. Además, Berdyev pudo contar con, prácticamente, todo el bloque del exitoso año anterior, al que se le sumaron algunos fichajes. Sin embargo, la temporada liguera no fue tan regular como cabía presagiar tras su gran debut y acabó en décima posición. Esa temporada supuso, también, su debut en la Copa de la UEFA que, sin embargo, fue muy efímero al caer en la segunda ronda —la primera que disputaba— ante el Rapid de Viena. El Rubin logró una gran ventaja en Kazán al imponerse por 2-0, pero cayó en Viena por tres goles a cero y fue eliminado. Las temporadas 2005 y 2006 significaron un salto de calidad en el equipo y en la tabla, pues el Rubín acabó en cuarta y quinta posición, respectivamente. En la Copa de la UEFA 2006-07 el Rubin eliminó en segunda ronda al BATE Borisov por un contundente 5-0 en el global y fue eliminado en la siguiente ronda por el Parma italiano, que ganó ambos partidos por un escueto 1-0. En 2007 el Rubin acometió una importante renovación en su plantilla con nuevos y jóvenes futbolistas, entre ellos el ecuatoriano Christian Noboa, por lo que finalizó la competición en décima posición.

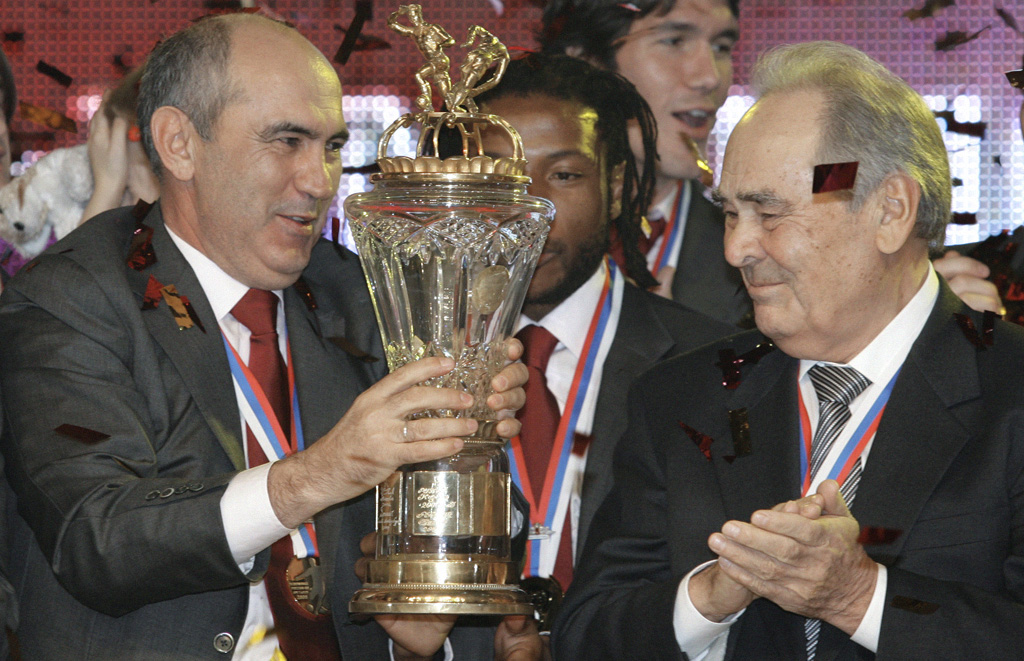
El entrenador Kurban Berdyev y el presidente de Tartaristán, Mentimer Shaymiyev, celebrando la primera Liga.

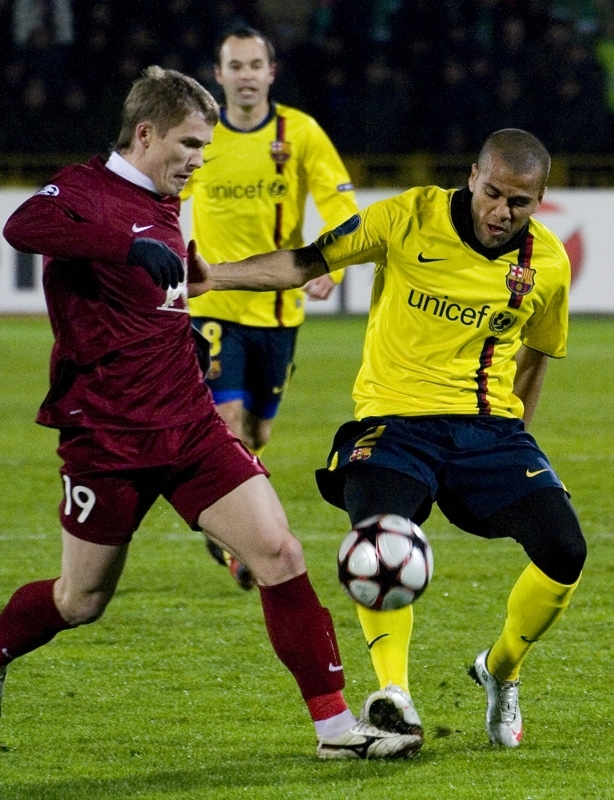
Vitali Kaleshin y Dani Alves en el partido de Liga de Campeones que acabó 0-0 en el estadio Central.

El 14 de marzo de 2008 comenzó la Liga Premier de Rusia 2008 en la que el Rubín celebraba medio siglo de historia y para ello, la directiva del club contrató a experimentados futbolistas que dieran estabilidad al equipo como Sergei Semak, Savo Milošević y Sergei Rebrov, así como otros prometedores futbolistas como Gökdeniz Karadeniz, Sergei Ryzhikov o Cristian Ansaldi. Además, otros futbolistas fichados anteriormente como Noboa, "Chori" Domínguez, Aleksandr Bujárov o Aleksandr Ryazantsev comenzaban a destacar notablemente. El resultado fue un rápido acoplamiento al equipo de los recién llegados y una racha de siete victorias consecutivas que consiguieron que el Rubín se alzase al liderato de la Liga Premier. El 2 de noviembre de 2008, el FC Rubin Kazán ganó su primer título de Liga tras la victoria contra el FC Saturn, a tres jornadas de que finalizara el campeonato. Milosevic marcó el gol decisivo en el último minuto del encuentro. Con esta victoria el Rubin Kazán se convirtió en el tercer equipo no moscovita que ganaba la Liga Premier rusa.
En el año 2009 contrató al español César Navas que más tarde se convertiría en el capitán del equipo y logró conseguir su segundo título de liga, en 2010 y 2012 la supercopa de Rusia y en 2011 la copa de Rusia.
En la Liga de Campeones 2009-2010 el FC Rubin Kazan quedó encuadrado en el grupo F junto al FC Barcelona, Inter de Milán y Dinamo de Kiev. El 20 de octubre de 2009 el Rubin se enfrentó en el Camp Nou contra el FC Barcelona, el vigente campeón, al que venció por 1-2 en una de las victorias más importantes de la historia del Rubin Kazán. Aleksandr Ryazantsev y Gökdeniz Karadeniz fueron los autores de los goles de la histórica victoria. Dos semanas después, en el estadio Central, el Rubín logró un empate sin goles ante el Barcelona. Finalmente, el Rubin acabó en tercera posición, eliminado de la Liga de Campeones pero clasificado para los treintaidosavos de la UEFA Europa League. En esa ronda eliminó al Hapoel Tel Aviv por un global de 3-0, pero en dieciséisavos fue apeado por el VfL Wolfsburgo alemán tras una emocionante prórroga.
El 21 de noviembre de 2009 el Rubin Kazán logró su segundo título liguero tras empatar sin goles con el Zenit San Petersburgo. Un dato a tener en cuenta es que estos primeros dos títulos en la historia del Rubin Kazán marcan un récord: es la primera vez, desde la caída de la URSS que un equipo que no es de Moscú es bicampeón del fútbol ruso.

## Símbolos

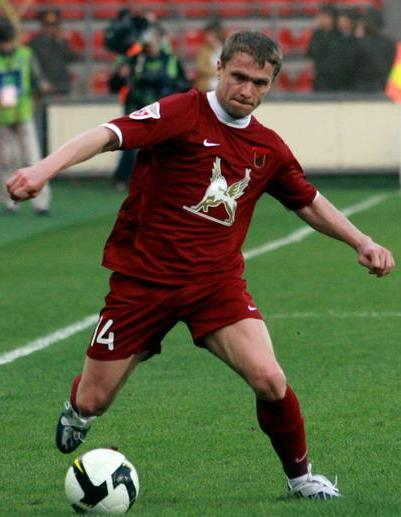
Serhiy Rebrov vistiendo el uniforme tradicional del Rubín.

### Escudo
En 1996 el artista local Petrov desarrolló el nuevo escudo del FC Rubin, que se utiliza hoy en día. El logotipo es un escudo con la inscripción tradicional de «RUBIN» y el legendario dragón tártaro Zilant en el centro de la bandera de Tatarstán en círculo y las palabras «ФУТБОЛЬНЫЙ КЛУБ. КАЗАНЬ. 1958» (club de fútbol, Kazán, 1958).
La inscripción «RUBIN» que se encuentra en la parte superior del logotipo actual del club apareció por primera vez en las camisetas de los jugadores en 1965, año en el que cambió el nombre del club. El emblema del equipo en los años 1970 era un círculo con una imagen integrada de sus misiles y las palabras Club Deportivo Rubín («Спортклуб Рубин», Sportklub Rubin). El emblema refleja la pertenencia al club a la Asociación de Aviones de Kazán Gorbunov, que fue el principal patrocinador del club desde su creación y hasta el colapso de la Unión Soviética.
El 3 de julio de 2012 se presentó el nuevo escudo del club, que fue renovado sensiblemente y ofrece una imagen más moderna que el anterior emblema que databa de 1997. El dragón Ziliant presentó un ligero cambio estilístico, el escudo es una imagen estilizada de un Rubí y destaca la sustitución del alfabeto latino por el cirílico, ya que se incluyen las palabras en inglés "Football Club".
Sin embargo, y tan solo una temporada después, el club volvió a modificar notablemente su escudo para volver a una versión más estilizada del emblema de 1996. Se volvió al cirílico para el nombre del club en el escudo, al negro para el dragón y se mantuvieron los colores clásicos que bordean el escudo en verde y rubí.

### Uniforme y colores
En 1992, el club cuenta con un nuevo patrocinador, la empresa TAN y tanto el nombre del club —ahora Rubin-TAN— como el escudo se ven modificados notablemente. El emblema del Rubín-TAN es un antecedente primitivo de lo que sería el actual diseño del dragón Ziliant. Tras dejar TAN de financiar al equipo, el club recuperó su nombre y escudo actuales.
Los colores tradicionales del Rubín es el granate o rubí y el verde. Durante los tiempos de la Unión Soviética, el Rubín apareció con uniformes de diferentes colores, desde el blanco puro hasta el marrón amarillento, azul y negro, pero siempre en el color del uniforme principal predominaba el rojo burdeos (rubí).
Patrocinadores y firmas deportivas
| Años      | Firma deportiva | Años          | Patrocinador |
| --------- | --------------- | ------------- | ------------ |
| 1992-1994 | Umbro           | 1992-1994     | TAN          |
| 1995-1996 | Uhlsport        | 1995-2005     |              |
| 1997-1998 | Nike            | 1995-2005     |              |
| 1999-2000 | Adidas          | 1995-2005     |              |
| 2001-2003 | Nike            | 1995-2005     |              |
| 2004      | Adidas          | 1995-2005     |              |
| 2005-2009 | Nike            |               |              |
| 2005-2009 | Nike            | 2006-2009     | TAIF         |
| 2010—2013 | Umbro           | 2010          | TAIF         |
| 2010—2013 | Umbro           | 2011-2016     | TAIF-NK      |
| 2013-2016 | Puma            | 2011-2016     | TAIF-NK      |
| 2016-2017 | Jako            | 2016-2017     | NKNH         |
| 2017-2018 | New Balance     | 2017-presente | TAIF         |
| 2018-     | Jako            |               |              |

## Estadio
El equipo jugaba sus partidos como local en el Estadio Central de Kazán, con capacidad para 25.400 espectadores. El estadio está situado en la parte central de Kazán, junto al Kremlin. Las categorías inferiores del club cuentan con el estadio Rubin, situado al norte de la ciudad. El equipo juega actualmente en el nuevo estadio de Kazán, con capacidad para 45.000 espectadores y fue inaugurado en 2012.

## Fanes

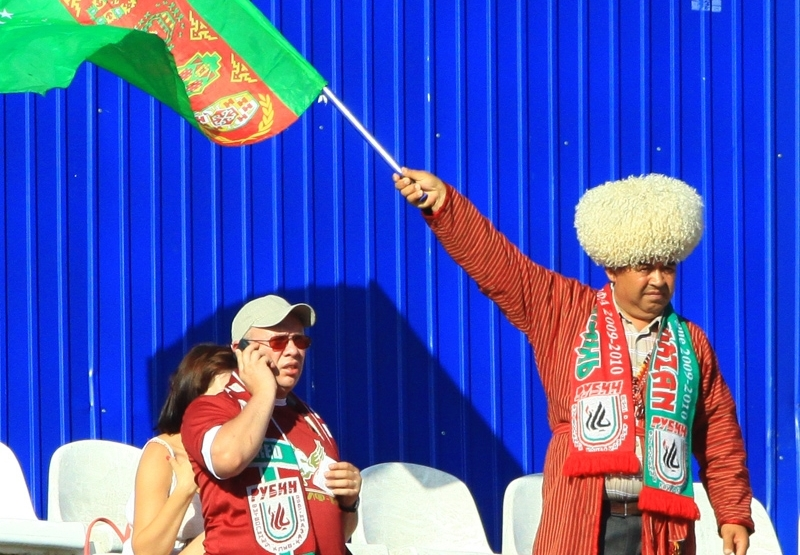
Turkmenistani fan

Rubin es uno de los clubes de fútbol más populares del país. El grupo oficial de fanes llamado "Rubin Ultras" tiene unos pocos miles de aficionados que se colocan detrás de la meta para apoyar al equipo durante todo el partido.
Rubin es popular en la antigua Unión Soviética y Asia Central, y cuenta con clubes de fanes oficiales en muchas ciudades rusas.

## Palmarés

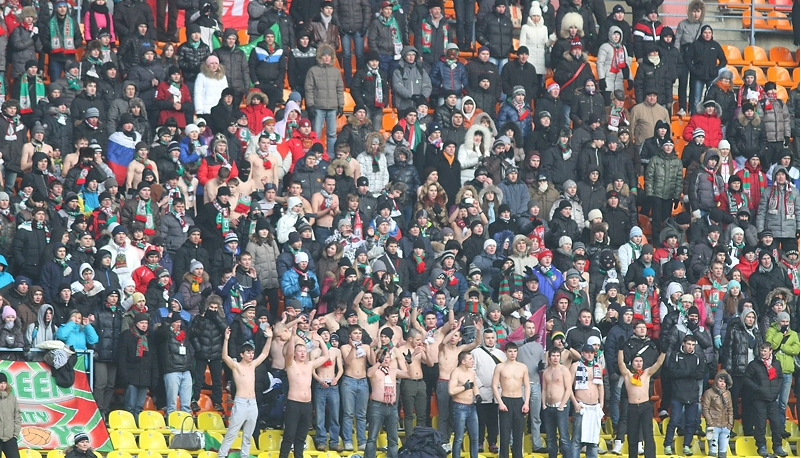
Los fanes de "Rubin" en el invierno en Moscú.

### Torneos nacionales
- Liga Premier de Rusia (2): 2008, 2009
- Copa de Rusia (1): 2011-12
- Supercopa de Rusia (2): 2010, 2012
- Primera División de Rusia (1): 2002
- Copa de la CIS (1): 2010
- Copa de Rusia: 2008-09
- Supercopa de Rusia: 2009
- Liga Premier de Rusia: 2003, 2010
- Primera División de Rusia: 2000

### Torneos amistosos
- Copa La Manga (2): 2005, 2006
- Marbella Cup (2) 2012

## Participación en competiciones de la UEFA
| Temporada | Torneo                        | Ronda             | Club              | Casa      | Visita    | Global   |
| --------- | ----------------------------- | ----------------- | ----------------- | --------- | --------- | -------- |
| 2004–05   | UEFA Cup                      | 2ª Clasificatoria | Rapid Wien        | 0–3       | 2–0       | 2–3      |
|           |                               |                   |                   |           |           |          |
| 2006–07   | UEFA Cup                      | 2ª Clasificatoria | BATE Borisov      | 3–0       | 2–0       | 5–0      |
| 2006–07   | UEFA Cup                      | 1                 | Parma             | 0–1       | 0–1       | 0–2      |
|           |                               |                   |                   |           |           |          |
| 2007      | UEFA Intertoto Cup            | 2                 | ZTE               | 3–0       | 2–0       | 5–0      |
| 2007      | UEFA Intertoto Cup            | 3                 | Rapid Wien        | 0–0       | 1–3       | 1–3      |
|           |                               |                   |                   |           |           |          |
| 2009–10   | UEFA Champions League         | Fase de grupos    | Dynamo Kiev       | 0–0       | 1–3       | 3º Lugar |
| 2009–10   | UEFA Champions League         | Fase de grupos    | Internazionale    | 1–1       | 0–2       | 3º Lugar |
| 2009–10   | UEFA Champions League         | Fase de grupos    | Barcelona         | 0–0       | 2–1       | 3º Lugar |
| 2009–10   | UEFA Europa League            | 1/16              | Hapoel Tel Aviv   | 3–0       | 0–0       | 3–0      |
| 2009–10   | UEFA Europa League            | 1/8               | Wolfsburg         | 1–1       | 1–2 (aet) | 2–3      |
|           |                               |                   |                   |           |           |          |
| 2010–11   | UEFA Champions League         | Fase de grupos    | Copenhagen        | 1–0       | 0–1       | 3º Lugar |
| 2010–11   | UEFA Champions League         | Fase de grupos    | Barcelona         | 1–1       | 0–2       | 3º Lugar |
| 2010–11   | UEFA Champions League         | Fase de grupos    | Panathinaikos     | 0–0       | 0–0       | 3º Lugar |
| 2010–11   | UEFA Europa League            | 1/16              | Twente            | 0–2       | 2–2       | 2–4      |
|           |                               |                   |                   |           |           |          |
| 2011–12   | UEFA Champions League         | 3ª Clasificatoria | Dynamo Kiev       | 2–1       | 2–0       | 4–1      |
| 2011–12   | UEFA Champions League         | Play–Off          | Lyon              | 1–1       | 1–3       | 2–4      |
| 2011–12   | UEFA Europa League            | Fase de grupos    | Tottenham Hotspur | 1–0       | 0–1       | 1º Lugar |
| 2011–12   | UEFA Europa League            | Fase de grupos    | PAOK              | 2–2       | 1–1       | 1º Lugar |
| 2011–12   | UEFA Europa League            | Fase de grupos    | Shamrock Rovers   | 4–1       | 3–0       | 1º Lugar |
| 2011–12   | UEFA Europa League            | 1/16              | Olympiacos        | 0–1       | 0–1       | 0–2      |
|           |                               |                   |                   |           |           |          |
| 2012–13   | UEFA Europa League            | Fase de grupos    | Internazionale    | 3–0       | 2–2       | 1º Lugar |
| 2012–13   | UEFA Europa League            | Fase de grupos    | Partizan          | 2–0       | 1–1       | 1º Lugar |
| 2012–13   | UEFA Europa League            | Fase de grupos    | Neftchi Baku      | 1–0       | 1–0       | 1º Lugar |
| 2012–13   | UEFA Europa League            | 1/16              | Atlético Madrid   | 0–1       | 2–0       | 2–1      |
| 2012–13   | UEFA Europa League            | 1/8               | Levante           | 2–0 (aet) | 0–0       | 2–0      |
| 2012–13   | UEFA Europa League            | Cuartos de final  | Chelsea           | 3–2       | 1–3       | 4–5      |
|           |                               |                   |                   |           |           |          |
| 2013–14   | UEFA Europa League            | 2ª Clasificatoria | Jagodina          | 1–0       | 3–2       | 4–2      |
| 2013–14   | UEFA Europa League            | 3ª Clasificatoria | Randers           | 2–0       | 2–1       | 4–1      |
| 2013–14   | UEFA Europa League            | Play-off          | Molde             | 3–0       | 2–0       | 5–0      |
| 2013–14   | UEFA Europa League            | Fase de grupos    | Wigan Athletic    | 1–0       | 1–1       | 1º Lugar |
| 2013–14   | UEFA Europa League            | Fase de grupos    | Maribor           | 1–1       | 5–2       | 1º Lugar |
| 2013–14   | UEFA Europa League            | Fase de grupos    | Zulte Waregem     | 4–0       | 2–0       | 1º Lugar |
| 2013–14   | UEFA Europa League            | 1/16              | Real Betis        | 0–2       | 1–1       | 1–3      |
|           |                               |                   |                   |           |           |          |
| 2015–16   | UEFA Europa League            | 3ª Clasificatoria | Sturm Graz        | 1–1       | 3–2       | 4–3      |
| 2015–16   | UEFA Europa League            | Play-off          | FK Rabotnički     | 1–0       | 1–1       | 2–1      |
| 2015–16   | UEFA Europa League            | Fase de grupos    | Liverpool         | 0–1       | 1–1       | 3º Lugar |
| 2015–16   | UEFA Europa League            | Fase de grupos    | Bordeaux          | 0–0       | 2–2       | 3º Lugar |
| 2015–16   | UEFA Europa League            | Fase de grupos    | Sion              | 2–0       | 1–2       | 3º Lugar |
|           |                               |                   |                   |           |           |          |
| 2021–22   | UEFA Europa Conference League | 3° Clasificatoria | Raków Częstochowa | 0–1 (aet) | 0–0       | 0−1      |

## Estadísticas

### Unión Soviética
| Temporada        | Div.            | Pos. | PJ | PG | PE | PP | GF | GC | Ptos. | Copa  | Europa | Europa | Goleador (liga)            | Entrenador  |
| ---------------- | --------------- | ---- | -- | -- | -- | -- | -- | -- | ----- | ----- | ------ | ------ | -------------------------- | ----------- |
| 1936 (primavera) | 3ª              | 4    | 7  | 3  | 2  | 2  | 14 | 15 | 15    | R32   | —      | —      |                            |             |
| 1936 (otoño)     | 3ª              | 1    | 7  | 5  | 1  | 1  | 18 | 9  | 18    | R32   | —      | —      |                            |             |
| 1937             | 2ª              | 7    | 12 | 1  | 3  | 8  | 11 | 28 | 17    | QF    | —      | —      |                            |             |
| 1938             |                 |      |    |    |    |    |    |    |       | R16   | —      | —      |                            |             |
| 1939             | 2ª              | 23   | 22 | 4  | 1  | 17 | 20 | 50 | 9     | R32   | —      | —      |                            |             |
| 1940–1945        |                 |      |    |    |    |    |    |    |       |       |        |        |                            |             |
| 1946             | 3ª, "Povolzhye" | 7    |    |    |    |    |    |    |       |       | —      | —      |                            |             |
| 1947             | 2ª              | 7    | 22 | 8  | 3  | 11 | 34 | 20 | 19    | R128  | —      | —      |                            |             |
| 1948             | 2ª              | 1    | 26 | 20 | 3  | 3  | 71 | 18 | 43    | R32   | —      | —      |                            |             |
| 1948             | 2ª              | 5    | 5  | 1  | 2  | 2  | 4  | 6  | 4     | R32   | —      | —      |                            |             |
| 1949             | 2ª              | 9    | 24 | 6  | 7  | 11 | 33 | 42 | 19    | R128  | —      | —      |                            |             |
| 1950–1958        |                 |      |    |    |    |    |    |    |       |       |        |        |                            |             |
| 1958             | 3ª, grupo 1     | 14   | 30 | 7  | 4  | 19 | 24 | 56 | 18    | R256  | —      | —      |                            |             |
| 1959             | 3ª, grupo 1     | 5    | 28 | 12 | 9  | 7  | 36 | 27 | 33    |       | —      | —      |                            |             |
| 1960             | 3ª              | 4    | 28 | 15 | 7  | 6  | 42 | 22 | 37    | R256  | —      | —      |                            |             |
| 1961             | 3ª              | 3    | 24 | 11 | 9  | 4  | 31 | 22 | 31    | R32   | —      | —      | Tufatulin – 17             |             |
| 1962             | 3ª              | 3    | 30 | 13 | 12 | 5  | 47 | 23 | 38    | R256  | —      | —      |                            |             |
| 1963             | 3ª              | 3    | 30 | 17 | 6  | 7  | 47 | 28 | 40    | R64   | —      | —      |                            |             |
| 1964             | 3ª              | 2    | 32 | 13 | 15 | 4  | 40 | 15 | 41    | R1024 | —      | —      |                            |             |
| 1964             | 3ª, semifinal   | 4    | 5  | 2  | 1  | 2  | 6  | 5  | 5     | R1024 | —      | —      |                            |             |
| 1965             | 3ª              | 2    | 36 | 20 | 9  | 7  | 52 | 22 | 49    |       | —      | —      |                            |             |
| 1965             | 3ª, semifinal   | 1    | 4  | 4  | 0  | 0  | 9  | 4  | 8     |       | —      | —      |                            |             |
| 1965             | 3ª, final       | 2    | 3  | 2  | 0  | 1  | 4  | 4  | 4     |       | —      | —      |                            |             |
| 1966             | 2ª (grupo 1)    | 5    | 32 | 15 | 9  | 8  | 32 | 23 | 39    | R32   | —      | —      |                            |             |
| 1967             | 2ª (grupo 1)    | 4    | 38 | 16 | 12 | 10 | 36 | 26 | 44    | R16   | —      | —      |                            |             |
| 1968             | 2ª (grupo 3)    | 5    | 40 | 19 | 9  | 12 | 52 | 31 | 47    | R256  | —      | —      | Vorobyov – 13              | Sentyabryov |
| 1969             | 2ª (grupo 2)    | 2    | 34 | 17 | 12 | 5  | 40 | 21 | 46    | R16   | —      | —      | Vorobyov – 9               | Sentyabryov |
| 1970             | 2ª              | 8    | 42 | 18 | 10 | 14 | 36 | 42 | 46    | R128  | —      | —      | Kolotov – 9                | Sentyabryov |
| 1971             | 2ª              | 22   | 42 | 9  | 13 | 20 | 31 | 57 | 31    | R32   | —      | —      | Penzin – 8                 | Sentyabryov |
| 1972             | 3ª, grupo 5     | 7    | 32 | 11 | 14 | 7  | 24 | 22 | 36    |       | —      | —      | A. Yashin – 8              | Kalugin     |
| 1973             | 3ª, grupo 5     | 2    | 32 | 21 | 5  | 6  | 58 | 26 | 47    |       | —      | —      | V. Kadyrov – 15            | Kalugin     |
| 1974             | 3ª, grupo 4     | 2    | 40 | 20 | 11 | 9  | 53 | 33 | 51    |       | —      | —      |                            |             |
| 1974             | 3ª, semifinal   | 2    | 5  | 3  | 0  | 2  | 7  | 7  | 6     |       | —      | —      |                            |             |
| 1974             | 3ª, final       | 2    | 5  | 2  | 2  | 1  | 9  | 6  | 6     |       | —      | —      |                            |             |
| 1975             | 2ª              | 11   | 38 | 12 | 13 | 13 | 37 | 51 | 37    | R64   | —      | —      | A. Yashin – 6 Baiguzov – 6 | Batanov     |
| 1976             | 2ª              | 17   | 38 | 6  | 18 | 14 | 39 | 55 | 30    | R64   | —      | —      | Usov – 11                  | Markov      |
| 1977             | 2ª              | 20   | 38 | 6  | 10 | 22 | 40 | 76 | 22    | R64   | —      | —      | Dzagnidze – 9              | Kalugin     |
| 1978             | 3ª, grupo 4     | 6    | 46 | 20 | 12 | 14 | 64 | 50 | 52    |       | —      | —      |                            |             |
| 1979             | 3ª, grupo 4     | 19   | 46 | 10 | 16 | 20 | 48 | 56 | 36    |       | —      | —      |                            |             |
| 1980             | 3ª, grupo 2     | 10   | 34 | 12 | 11 | 11 | 37 | 27 | 35    |       | —      | —      |                            |             |
| 1981             | 3ª, grupo 2     | 5    | 32 | 14 | 8  | 10 | 46 | 30 | 36    |       | —      | —      |                            |             |
| 1982             | 3ª, grupo 2     | 2    | 32 | 19 | 8  | 5  | 51 | 28 | 46    |       | —      | —      |                            |             |
| 1983             | 3ª, grupo 2     | 5    | 28 | 11 | 10 | 7  | 35 | 27 | 32    |       | —      | —      |                            |             |
| 1984             | 3ª, grupo 2     | 10   | 32 | 11 | 9  | 12 | 25 | 33 | 31    |       | —      | —      |                            |             |
| 1985             | 3ª, grupo 2     | 7    | 28 | 13 | 4  | 11 | 34 | 32 | 30    |       | —      | —      |                            |             |
| 1986             | 3ª, grupo 2     | 5    | 32 | 16 | 8  | 8  | 50 | 33 | 40    |       | —      | —      |                            |             |
| 1987             | 3ª, grupo 2     | 5    | 32 | 15 | 8  | 9  | 44 | 29 | 38    |       | —      | —      |                            |             |
| 1988             | 3ª, grupo 2     | 7    | 32 | 13 | 5  | 14 | 30 | 28 | 31    |       | —      | —      | V. Popov – 7               | Semyonov    |
| 1989             | 3ª, grupo 2     | 12   | 42 | 18 | 4  | 20 | 42 | 41 | 40    | R128  | —      | —      | Gavrilov – 15              | Navrozov    |
| 1990             | 3ª              | 3    | 32 | 18 | 10 | 4  | 48 | 15 | 46    |       | —      | —      | O. Mironov – 13            | Zolotukhin  |
| 1991             | 3ª              | 1    | 42 | 30 | 8  | 4  | 79 | 20 | 68    |       | —      | —      | Gavrilov – 16 Surov – 16   | Zolotukhin  |

### Rusia
| Temporada | Div.         | Pos. | PJ | PG | PE | PP | GF | GC | Ptos. | Copa | Europa  | Europa              | Goleador (liga)                               | Entrenador                 |
| --------- | ------------ | ---- | -- | -- | -- | -- | -- | -- | ----- | ---- | ------- | ------------------- | --------------------------------------------- | -------------------------- |
| 1992      | 2ª, "Centro" | 5    | 34 | 15 | 9  | 10 | 43 | 30 | 39    |      | —       | —                   | Mulashev – 18                                 | Ivchenko                   |
| 1993      | 2ª, "Centro" | 8    | 38 | 19 | 6  | 13 | 48 | 46 | 44    | R256 | —       | —                   | Tatarkin – 11                                 | V. Lukashenko Zadikashvili |
| 1994      | 3ª, "Centro" | 15   | 32 | 6  | 4  | 22 | 15 | 65 | 16    | R256 | —       | —                   | Tatarkin – 5                                  | Zadikashvili               |
| 1995      | 3ª, "Centro" | 17   | 40 | 12 | 6  | 22 | 32 | 56 | 42    | R256 | —       | —                   | Tatarkin – 8                                  | Zadikashvili               |
| 1996      | 3ª, "Centro" | 6    | 42 | 24 | 7  | 11 | 66 | 34 | 79    | R512 | —       | —                   | Pantyushenko – 20                             | Volchok                    |
| 1997      | 3ª, "Centro" | 1    | 40 | 32 | 6  | 2  | 88 | 22 | 102   | R64  | —       | —                   | Knyazev – 25                                  | Volchok                    |
| 1998      | 2ª           | 7    | 42 | 19 | 6  | 17 | 56 | 50 | 63    | QF   | —       | —                   | Kuzmichyov – 15                               | Volchok Irkhin             |
| 1999      | 2ª           | 7    | 42 | 18 | 12 | 12 | 56 | 49 | 66    | R64  | —       | —                   | Nechaev – 10                                  | Sadyrin                    |
| 2000      | 2ª           | 3    | 38 | 24 | 6  | 8  | 61 | 28 | 78    | R64  | —       | —                   | Filippov – 12                                 | Antikhovich                |
| 2001      | 2ª           | 8    | 34 | 13 | 7  | 14 | 44 | 44 | 46    | R64  | —       | —                   | Ljubobratović – 9                             | Antikhovich Berdyev        |
| 2002      | 2ª           | 1    | 34 | 22 | 6  | 6  | 51 | 14 | 72    | R16  | —       | —                   | Chaladze – 20                                 | Berdyev                    |
| 2003      | 1ª           | 3    | 30 | 15 | 8  | 7  | 44 | 29 | 53    | R16  | —       | —                   | Roni – 11                                     | Berdyev                    |
| 2004      | 1ª           | 10   | 30 | 7  | 12 | 11 | 32 | 31 | 33    | R16  | —       | —                   | Roni – 5                                      | Berdyev                    |
| 2005      | 1ª           | 4    | 30 | 14 | 9  | 7  | 45 | 31 | 51    | R32  | UEFA    | 2ª ronda            | Čížek – 7                                     | Berdyev                    |
| 2006      | 1ª           | 5    | 30 | 13 | 7  | 10 | 43 | 37 | 46    | R16  | —       | —                   | Domínguez – 13                                | Berdyev                    |
| 2007      | 1ª           | 10   | 30 | 10 | 5  | 15 | 31 | 39 | 35    | R16  | UEFA IC | 1ª ronda 3ª ronda   | Ryazantsev – 5                                | Berdyev                    |
| 2008      | 1ª           | 1    | 30 | 18 | 6  | 6  | 44 | 26 | 60    | R16  | —       | —                   | Bukharov – 6 Gökdeniz – 6 Noboa – 6           | Berdyev                    |
| 2009      | 1ª           | 1    | 30 | 19 | 6  | 5  | 62 | 21 | 63    | RU   | —       | —                   | Bukharov – 16 Domínguez – 16                  | Berdyev                    |
| 2010      | 1ª           | 3    | 30 | 15 | 13 | 2  | 37 | 16 | 58    | R32  | LC UEFA | Fase grupos Octavos | Noboa – 8 Kornilenko – 3 (14 in Championship) | Berdyev                    |

## Entrenadores

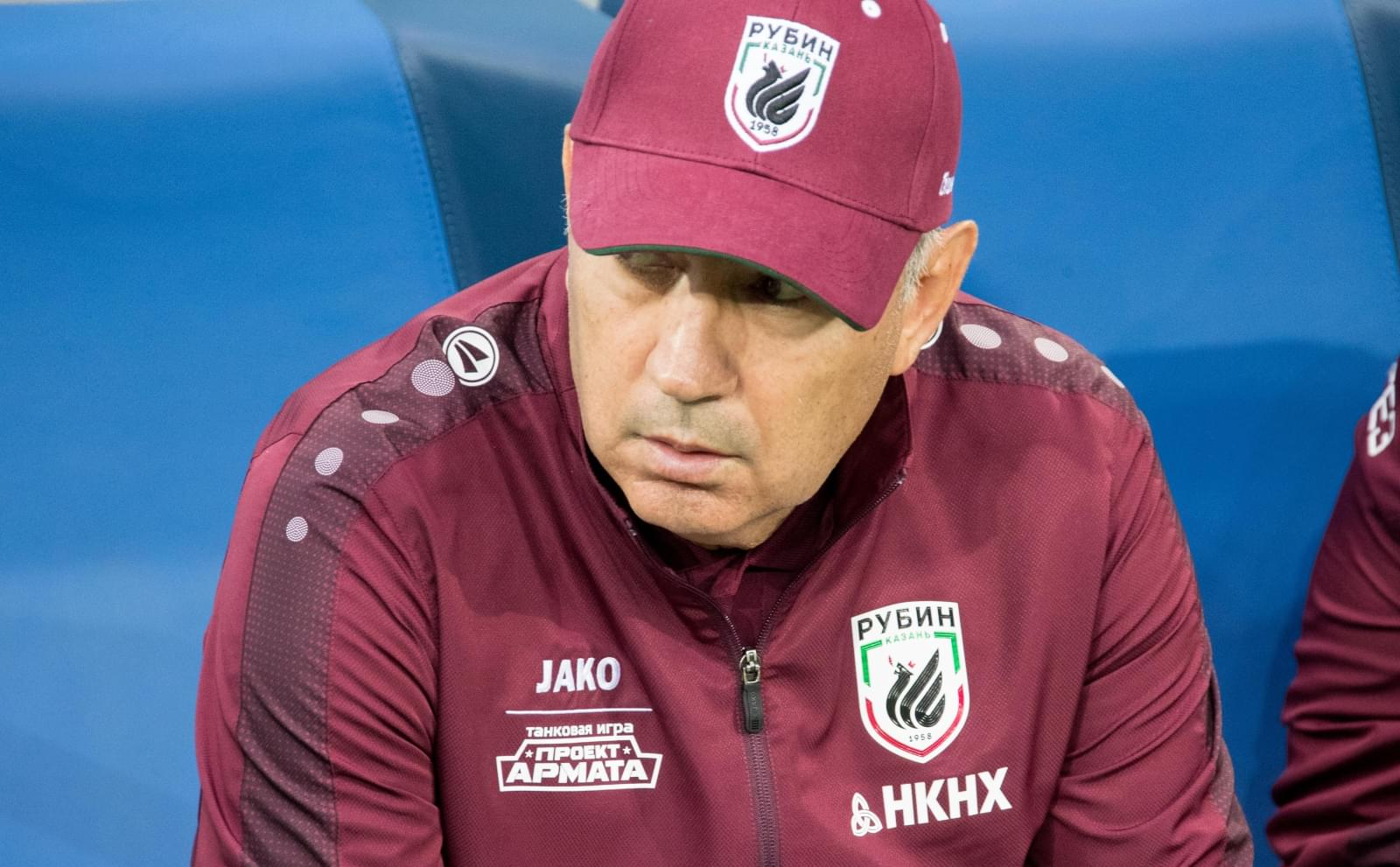
Gurban Berdiýew, entrenador en dos etapas diferentes del Rubin, es el más laureado en la historia del club.

- Nikolai Sentyabryov (1959-1971)
- Valeri Kalugin (1972-1973)
- Vladlen Reshitko (1974)
- Yuri Markov (1974)
- Boris Batanov (1975)
- Yuri Markov (1975-1976)
- Valeri Kalugin (1977)
- Aleksei Beryuchevski (1978-1979)
- Valeri Salnikov (1980)
- Vladimir Mikhaylov (1981-1983)
- Gennadi Kostylev (1983)
- Alexey Semyonov (1984)
- Vladimir Mikhaylov (1985-1987)
- Alexey Semyonov (1988)
- Ravil Navrozov (1989)
- Ivan Zolotukhin (1990-1992)
- Aleksandr Ivchenko (1992)
- Viktor Lukashenko (1993)
- Murad Zadikashvili (1993-1995)
- Vladimir Savelyev (1995)
- Igor Volchok (1996-1998)
- Miodrag Radanović (1998, interino)
- Aleksandr Irkhin (1998)
- Pavel Sadyrin (1999)
- Viktor Antikhovich (2000-2001)
- Aleksandr Afonin (2001, interino)
- Kurban Berdyev (2001-2013)
- Valery Chaly (2014-2015)
- Rinat Bilyaletdinov (2015)
- Valery Chaly (2015-2016)
- Javi Gracia (2016-2017)
- Kurban Berdyev (2017-2019)
- Román Sharónov (2019)
- Leonid Slutski (2019-2022)
- Yuri Utkulbayev (2022-2023)
- Rashid Rakhimov (2023-presente)